# 国際常温核融合学会賞
国際常温核融合学会賞（こくさいじょうおんかくゆうごうしょう）は、英国に本部を置く国際常温核融合学会から、常温核融合分野での研究の進展に貢献の高い研究者に送られる国際的な賞である。1993年にイタリアの自動車メーカーのフィアットにより常温核融合の研究の促進と実用化の支援を目的として、常温核融合研究の進展に貢献の高い研究者に送られる国際的な賞として設立された。

## 経緯
この賞は、1993年にイタリアの自動車メーカーのフィアットにより常温核融合研究の進展に貢献の高い研究者に送られる国際的な賞として設立された。当初、トリュフ賞として発足された。トリュフ賞の名前の由来は、第1回から第4回までの国際常温核融合会議が開催されたイタリアのピエドモント地方のアスティの名産である、キノコ類の高級食材のトリュフであり、『隠れているが絶品である。』との意味が込められている。
その後、2000年の4月に他界したイタリアの理論物理学者で、常温核融合研究に高く貢献したジュリアーノ・プレパラータ（Giuliano Preparata）を記念して、2004年3月にイタリアのアスティで行われた第5回国際常温核融合会議において、ジュリアーノ・プレパラータ・メダルと賞のメダルが名づけられた。プレパラータ・メダルは銀製であり、全てのメダルは2003年にアスティ財団より寄贈されたものである。
また、2008年には、日本のアイシン精機（現:アイシン）名誉相談役であった豐田稔（故人）の好意により94gの18カラットの金製のメダルが、ミノル・トヨタ・ゴールド・メダルとして寄贈され、2009年10月にイタリアのローマで開催されたに第15回国際常温核融合会議にて、英国の科学者で常温核融合研究のパイオニア的存在であるマーチン・フライシュマンに授与された。
近年では、受賞者の発表とメダルの授与は、国際常温核融合会議において行われている。

## 過去の受賞者一覧[3][1]
| 賞                                 | 年月       | 受賞者 | 受賞地                                                |
| ---------------------------------- | ---------- | --- | ----------------------------------------------------- |
| トリュフ賞                         | 1993年10月 | ヤン・キュシェロフ Yan Kucherov (ロシア) |                                                       |
|                                    | 1995年10月 | 高橋亮人(日本)、フランチェスコ・ピアンテリ Yan Kucherov (イタリア)                                                                                        |                                                       |
|                                    | 1997年11月 | フランチェスコ・チェラニ Franceco Celani (イタリア) |                                                       |
|                                    | 1999年10月 | メルビン・マイルズ Melvin Miles (アメリカ) |                                                       |
| ジュリアーノ・プレパラータ・メダル | 2004年3月  | 水野忠彦 (日本)、 岩村康弘 (日本)、アントネラ・デ・ニーノ Antonella De Ninno (イタリア)                                                                   |                                                       |
|                                    | 2004年11月 | ピーター・ヘーゲルスタイン Peter Hagelstein (アメリカ) | 第11回 国際常温核融合会議 (フランス、マルセーユ）     |
|                                    | 2005年11月 | 荒田吉明 (日本)、エドモンド・ストームズ Edmund Storms (アメリカ)、シュンジョン・リー Xingzhong Li (中国)、マイケル・マキュブレ Michael McKubre (アメリカ) | 第12回 国際常温核融合会議（日本、横浜）               |
|                                    | 2006年9月  | 北村晃(日本) | イタリア、アスティ                                    |
|                                    | 2007年6月  | アレキサンダー・カラブト Alexander Karabut (ロシア)、アンドレイ・リプソン Andrei Lipson (ロシア)                                                          | 第13回 国際常温核融合会議（ロシア、ソチ）             |
|                                    | 2007年10月 | ジョージ・マイリー George Miley (アメリカ) | イタリア、カターニャ                                  |
|                                    | 2008年8月  | アービン・ダーディック Irving Dardik (アメリカ) | 第14回 国際常温核融合会議（アメリカ、ワシントンD.C.） |
|                                    | 2012年8月  | ジョン・ボクリス John Bockris (アメリカ) | 第17回 国際常温核融合会議（韓国、大田）               |
|                                    | 2014年7月  | パメラ・ボス Pamela Boss (アメリカ) | 第18回 国際常温核融合会議（アメリカ、コロンビア）     |
|                                    | 2015年4月  | ジャン・ポール・ビベリアン Jean Paul Biberian (フランス)                                                                                                  | 第19回 国際常温核融合会議（イタリア、パドバ）         |
| ミノル・トヨタ・ゴールド・メダル   | 2009年10月 | マーティン・フライシュマン Martin Fleischmann（英国） | 第15回 国際常温核融合会議（イタリア、ローマ）         |